# Nowy Dwór Mazowiecki
Nowy Dwór Mazowiecki (prononciation : [ˈnɔvɨ ˈdvur mazɔˈvʲɛt͡skʲi]), que l’on pourrait traduire en français par Nouveau Manoir en Mazovie, est une ville polonaise du powiat de Nowy Dwór Mazowiecki de la voïvodie de Mazovie dans le centre-est de la Pologne.
La ville est une gmina urbaine (gmina miejsko) et est le siège administratif (chef-lieu) du powiat de Nowy Dwór Mazowiecki.
Elle se situe à 37 kilomètres au nord-ouest du centre-ville de Varsovie, capitale de la Pologne.

## Histoire
La ville date du XIVe siècle, les premiers documents retrouvés datent de 1354 et font référence à un village nommé Nova Aula (Nowydwór). En 1373, le duc de Mazovie accorde des privilèges urbains aux habitants. La ville reste pendant six siècles un domaine privé. Pendant toute son histoire, Nowy Dwór est victime de nombreux désastres dus aux crues de la rivière voisine.
Dès la fin du XVIIe siècle les habitants se voient retirés leurs droits qui ne leur sont restaurés qu'en 1782 par le prince Stanisław Poniatowski neveu de Stanisłas Auguste Poniatowski. Tout au long du XIXe siècle Nowy Dwór est sous contrôle de l'Empire Russe, où elle est connue sous le nom de Novo Georgieve. Cette période est marquée par l'expansion de la ville. Les transports se développent par la construction de chemins de fer et de ponts au-dessus des rivières Narew et Vistule, qui améliorent beaucoup la qualité de vie des habitants.
En 1931, les juifs sont 3061 et représentent 42 % de la population. En 1939, la Gestapo entre dans la ville et commence les persécutions. Au début de l'année 1941, les nazis établissent un ghetto dans un quartier appelé Piasek (ghetto situé entre les quatre rues Nałęcza, Warszawska, Mazowiecka et Piaskowa),. Chaque jour le judenräte se doit de livrer 400 juifs, qui partent travailler à Modlin. Après plusieurs rafles, le 12 décembre 1942 le ghetto est liquidé et tous les habitants sont envoyés vers le camp d'Auschwitz.
Considérablement endommagée en septembre 1939, la ville est reconstruite et agrandie juste après la Seconde Guerre mondiale.
En 1952 Nowy Dwór Mazowiecki reçoit le statut de capitale de district. La ville grandit et devient un des centres économiques, culturels et touristiques de la province.
De 1975 à 1998, Nowy Dwór Mazowiecki est attachée administrativement à la voïvodie de Varsovie. Depuis le 1er janvier 1999, à la suite de la réforme administrative et territoriale, Nowy Dwór Mazowiecki fait partie de la Voïvodie de Mazovie.

## Démographie
Données du 31 mars 2014 :
| Description        | Total  | Total  | Femmes | Femmes | Hommes | Hommes |
| ------------------ | ------ | ------ | ------ | ------ | ------ | ------ |
| Unité              | Nombre | %      | Nombre | %      | Nombre | %      |
| Population         | 28 329 | 100    | 14 728 | 52,0   | 13 601 | 48,0   |
| Densité (hab./km²) | 1001,5 | 1001,5 | 520,6  | 520,6  | 481,0  | 481,0  |

## Citoyens d'honneur
| Citoyen d'honneur :          | Date nomination : |
| ---------------------------- | ----------------- |
| Izabela Dylewska             | 17 juin 1999      |
| Elżbieta Urbańczyk           | 17 juin 1999      |
| Kazimierz Czarnecki          | 17 juin 1999      |
| Władysław Domański           | 17 juin 1999      |
| Ks. Czesław Żyła             | 17 juin 1999      |
| Ryszard Gołąb                | 20 juin 2002      |
| Jerzy Stachoń                | 20 juin 2002      |
| Stanisław Bohdan Nowodworski | 2004              |
| Cezary Leżeński              | 2004              |
| Józefa Barbara Łuszczyńska   | 20 mai 2004       |
| Ks. kan. Edward Stefan Pacek | 2004              |
| Stanisław Wicherkiewicz      | 20 mai 2004       |
| Ryszard Możdżyński           | 9 septembre 2007  |
| Barbara Malewska             | 9 septembre 2007  |
| Eugenia Podwiązka            | 14 juin 2008      |
| Adam Struzik                 | 2009              |
| Franciszek Szmyd             | 19 juin 2009      |
| Tadeusz Góra                 | mai 2014          |
| Józef Piłsudski              | mai 2014          |

## Communications
C’est sur le territoire de cette commune qu'a ouvert le 16 juillet 2012 l’Aéroport de Modlin, réservé aux compagnies « low-cost » qui quittent progressivement l’Aéroport Frédéric Chopin de Varsovie.

## Relations internationales

### Jumelage
La ville de Nowy Dwór Mazowiecki est jumelée avec:
- Niederorschel (Allemagne)
- Elektreny (Lituanie)

### Forteresse de Modlin

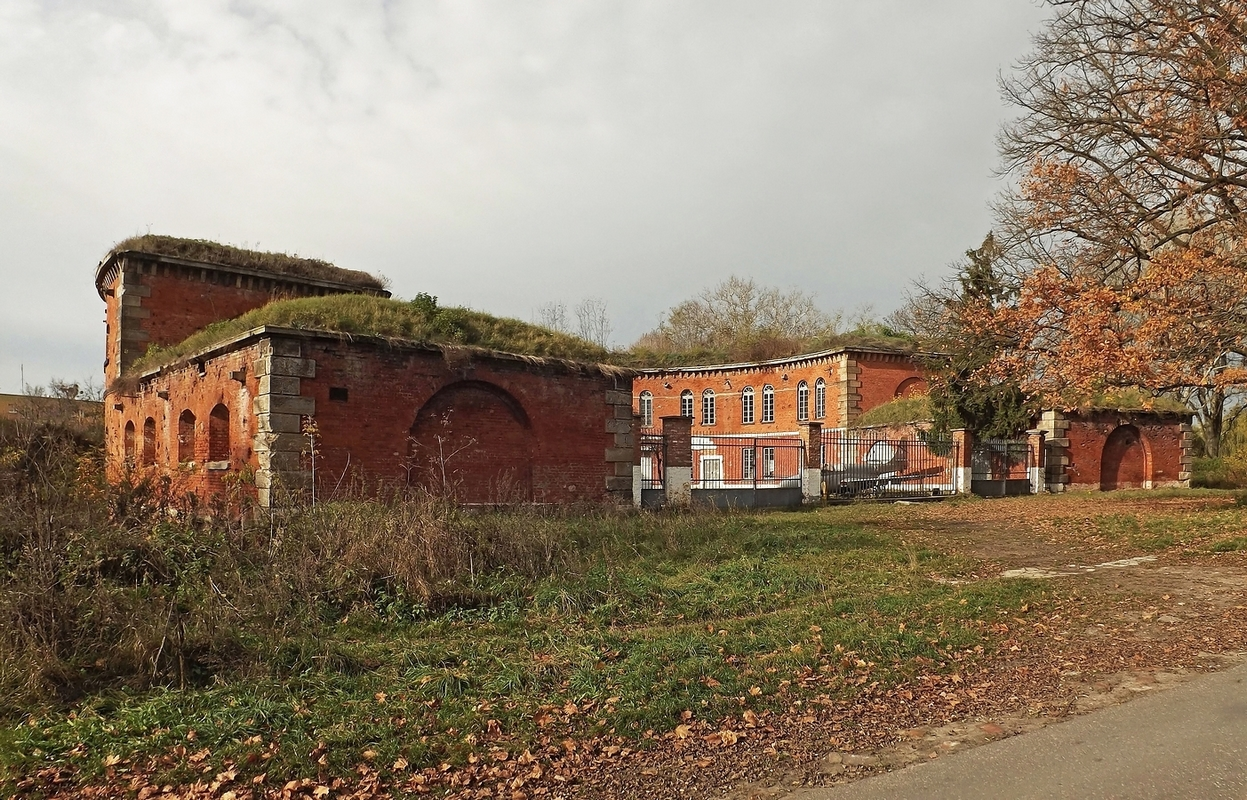
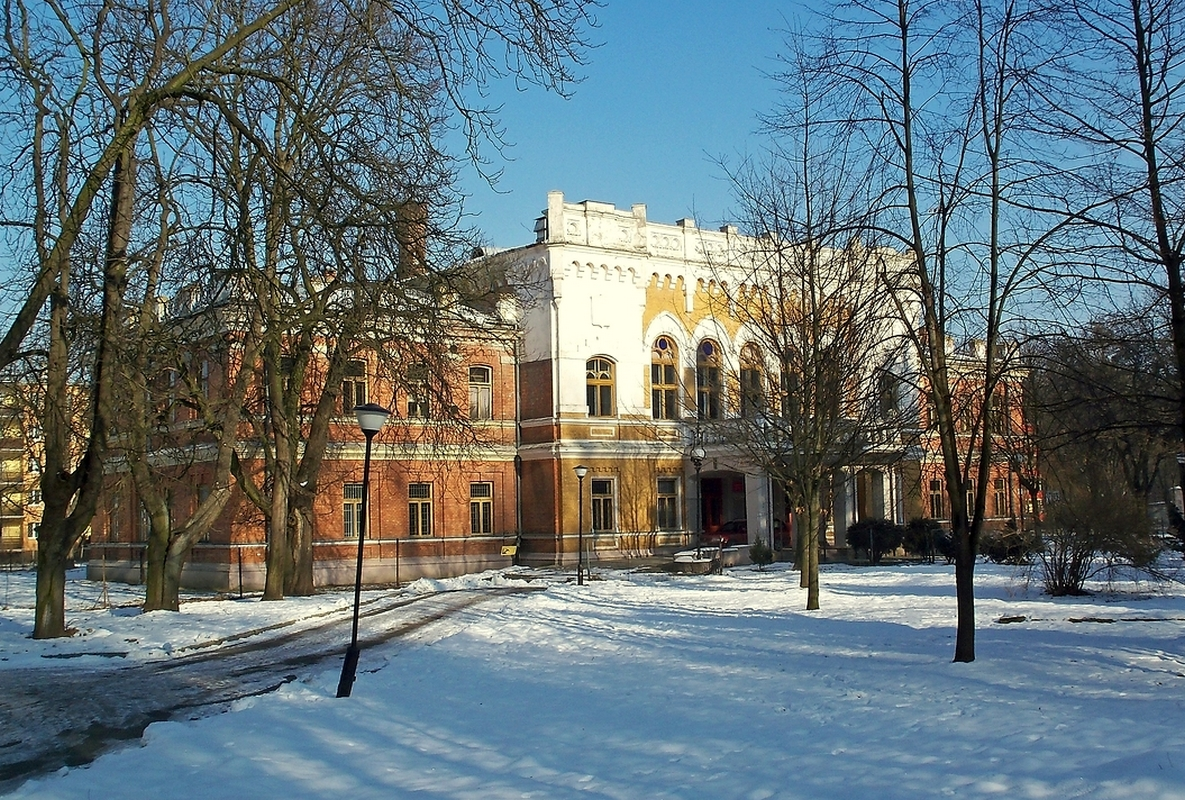
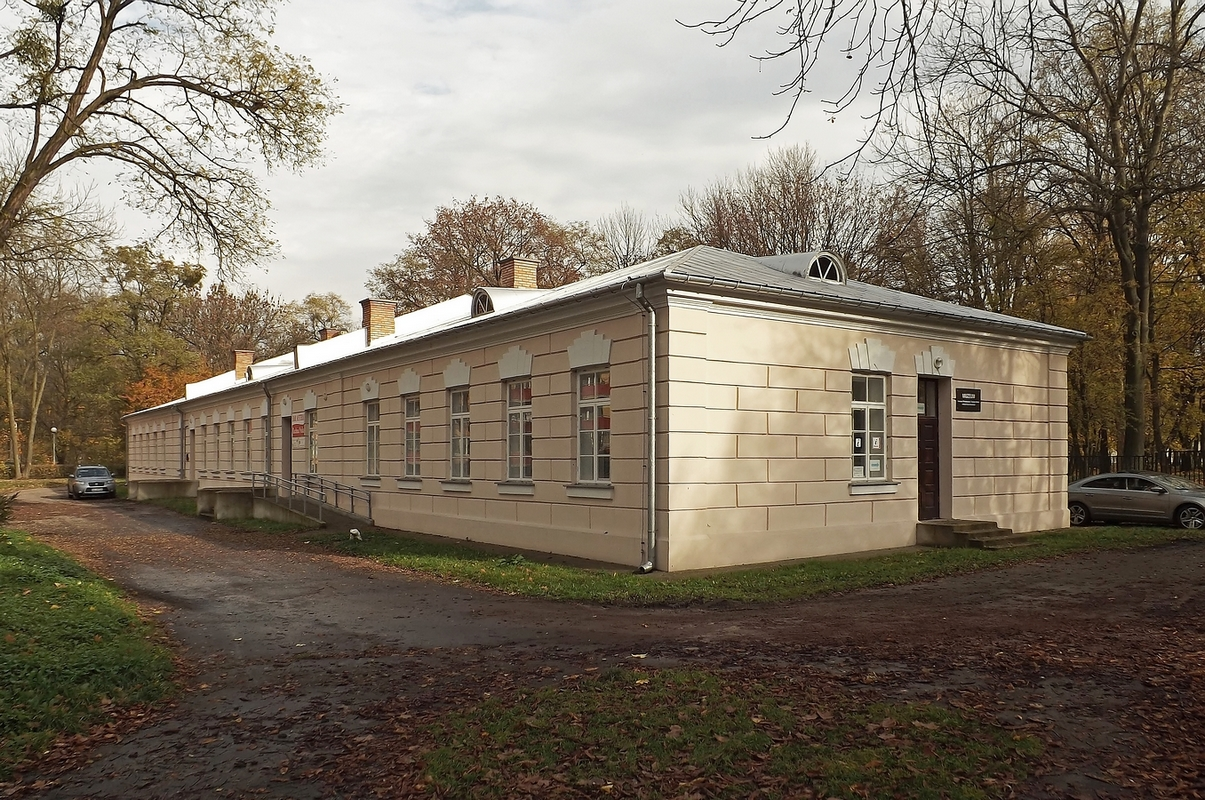
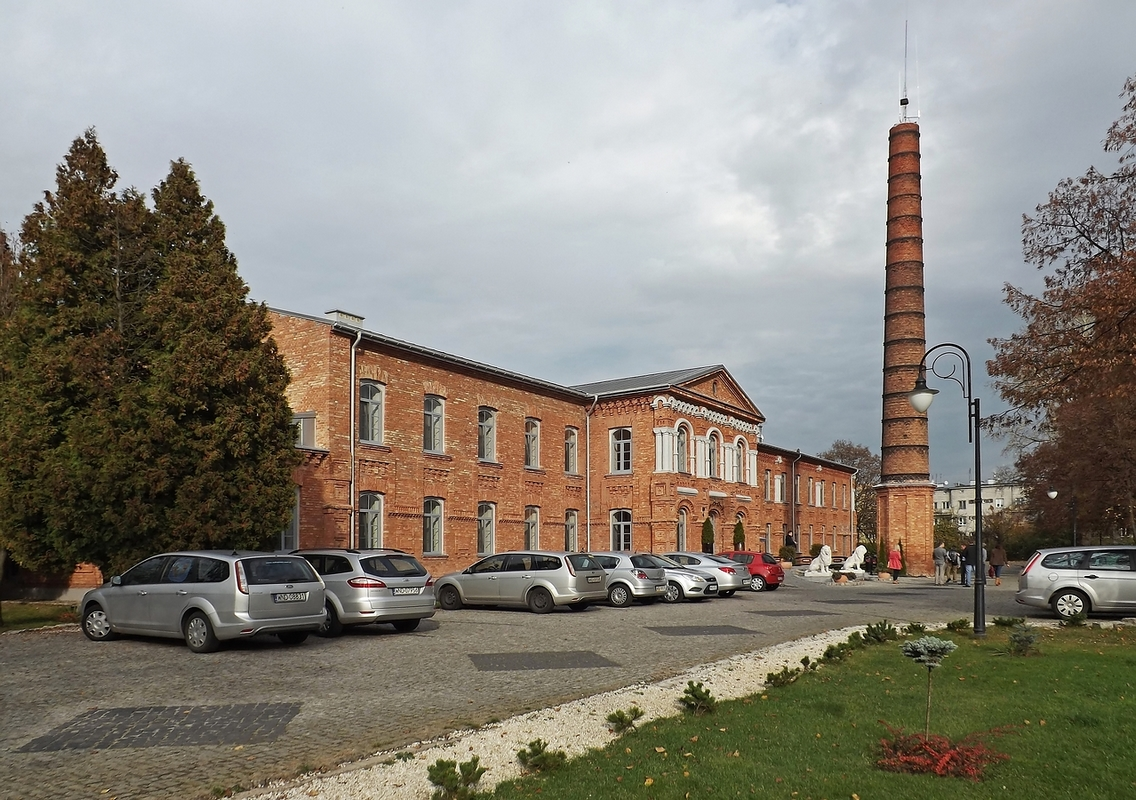
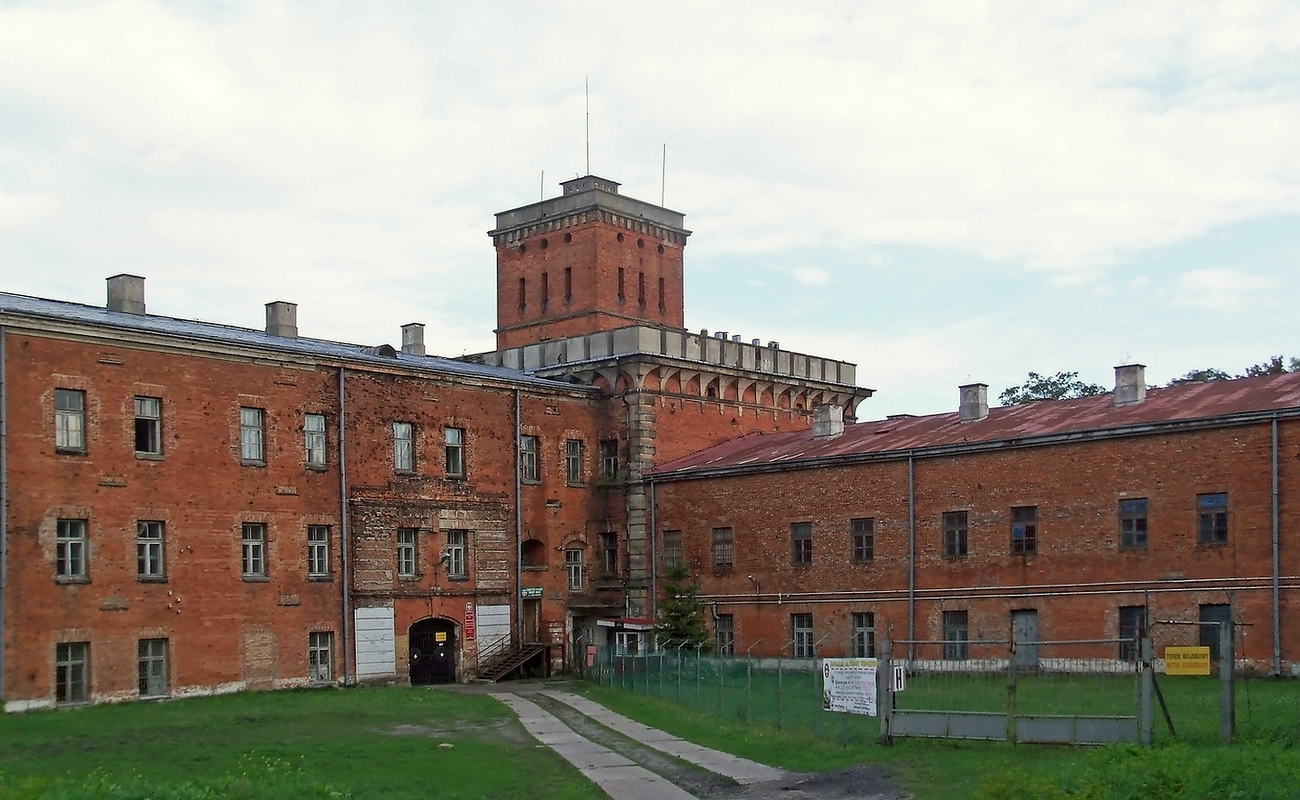
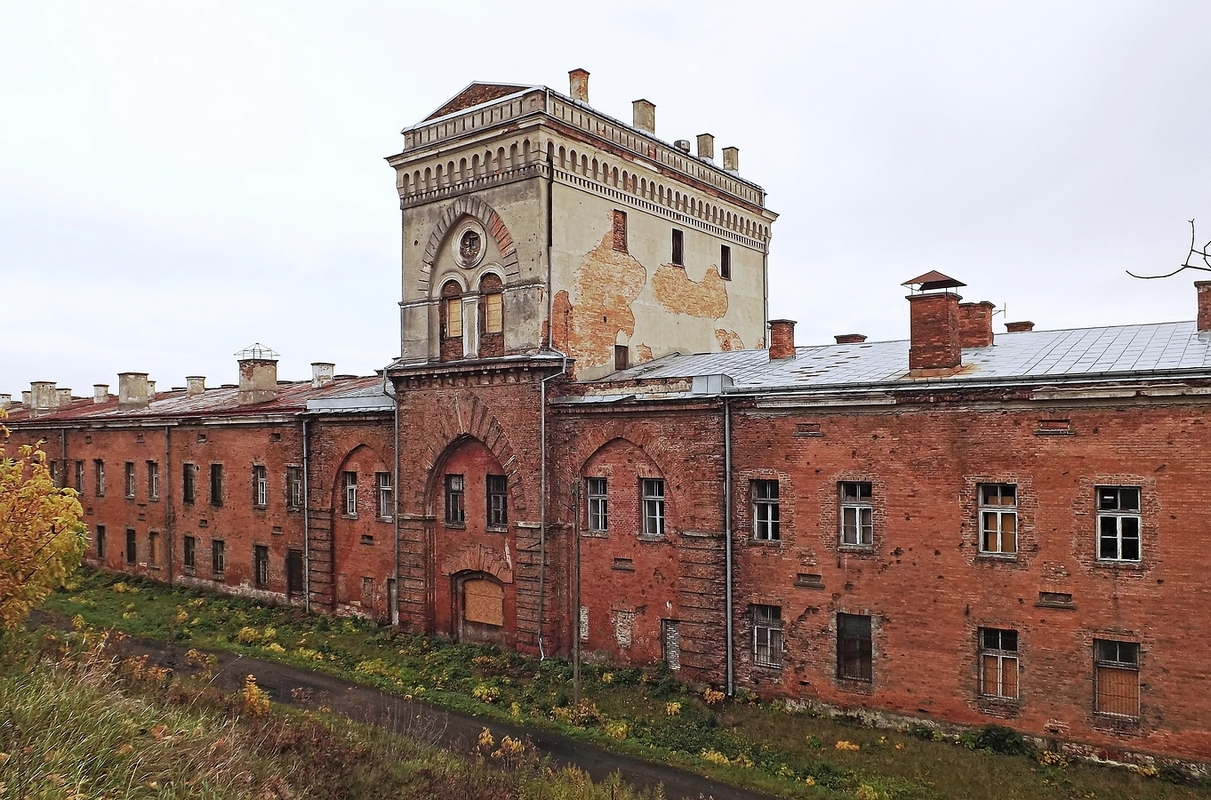
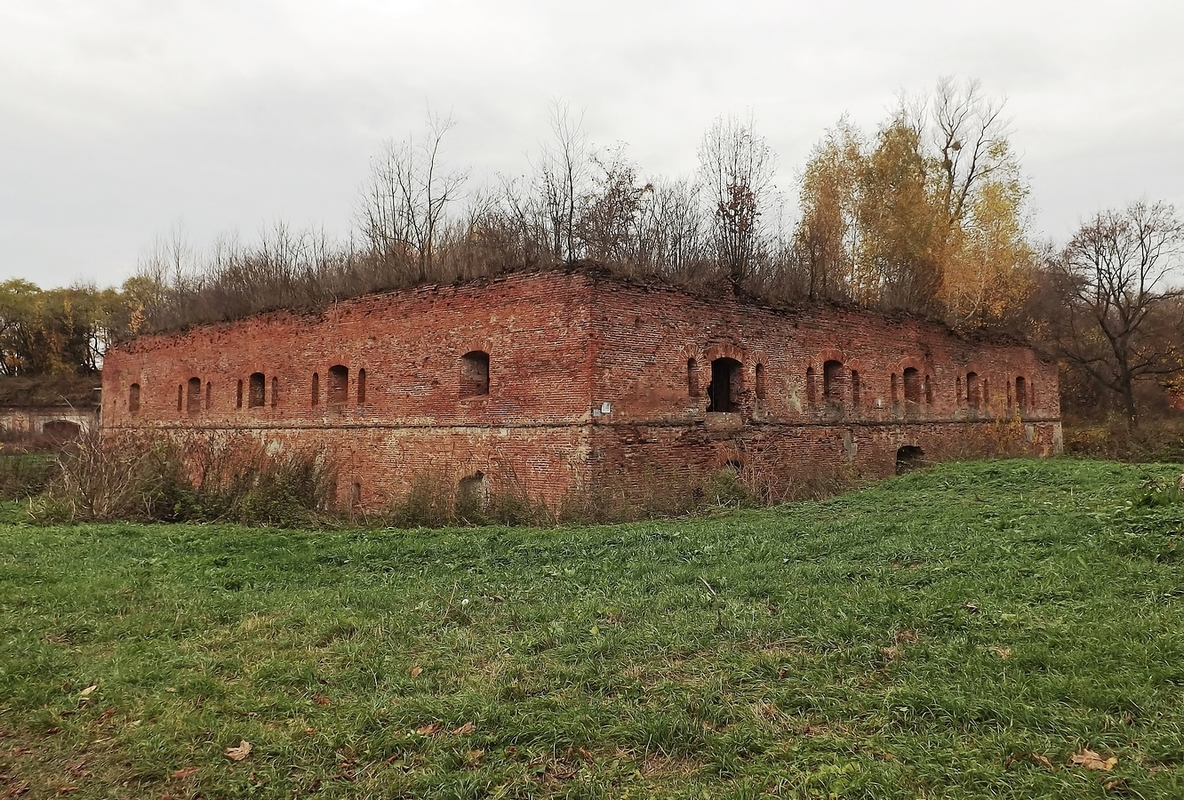

## Galerie

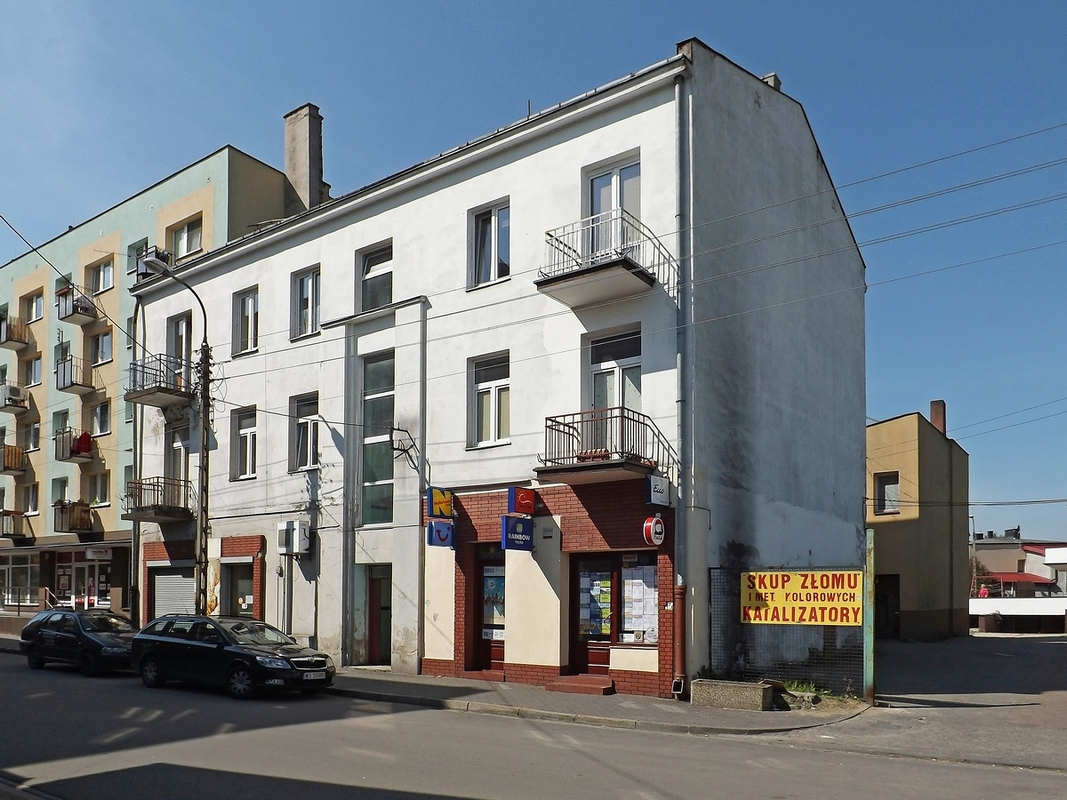
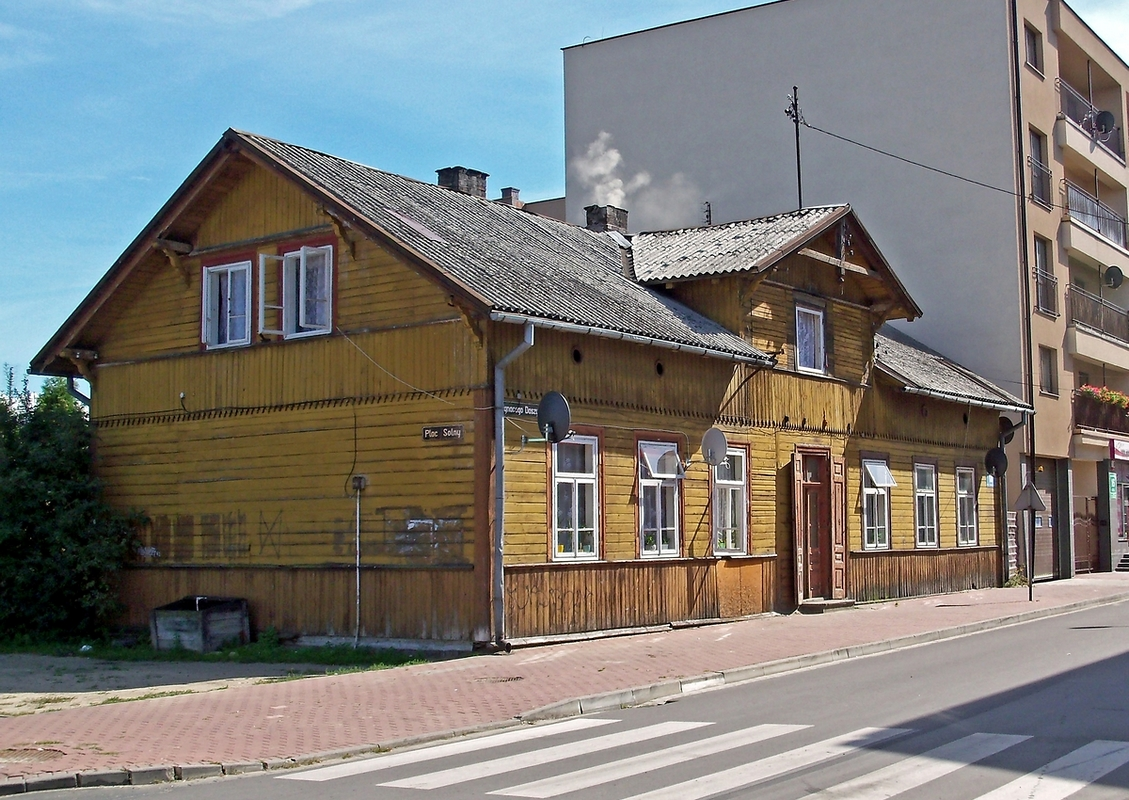
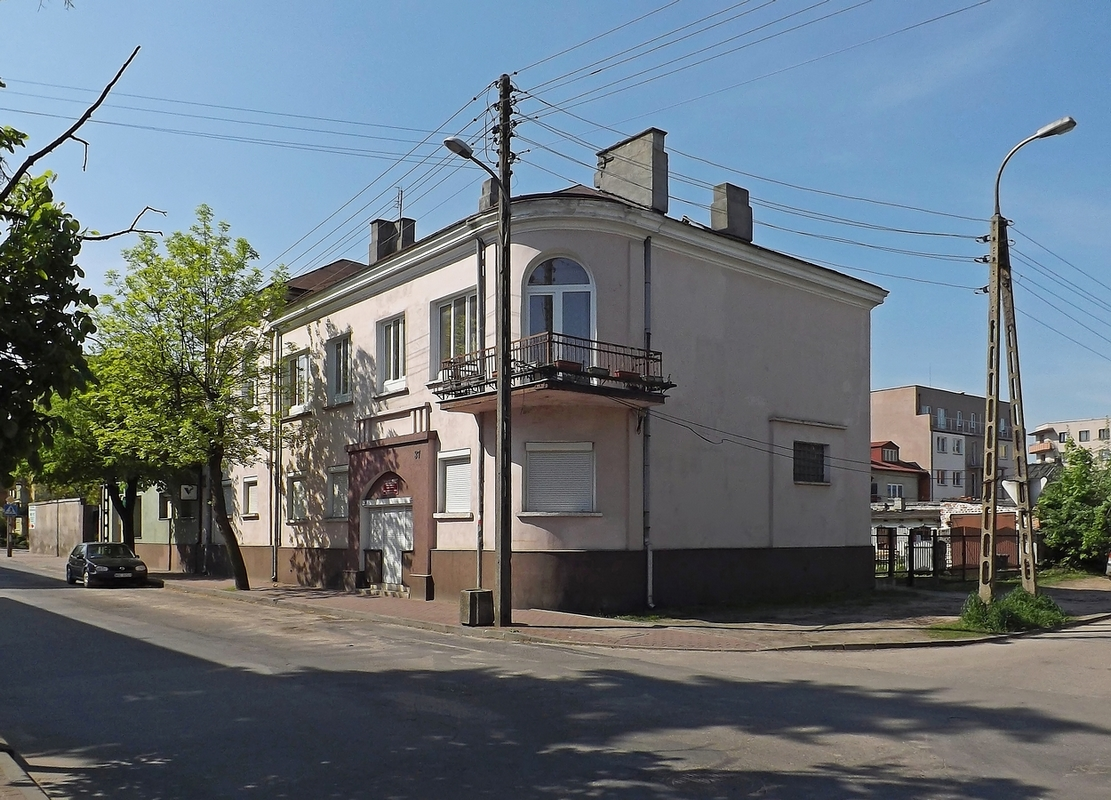
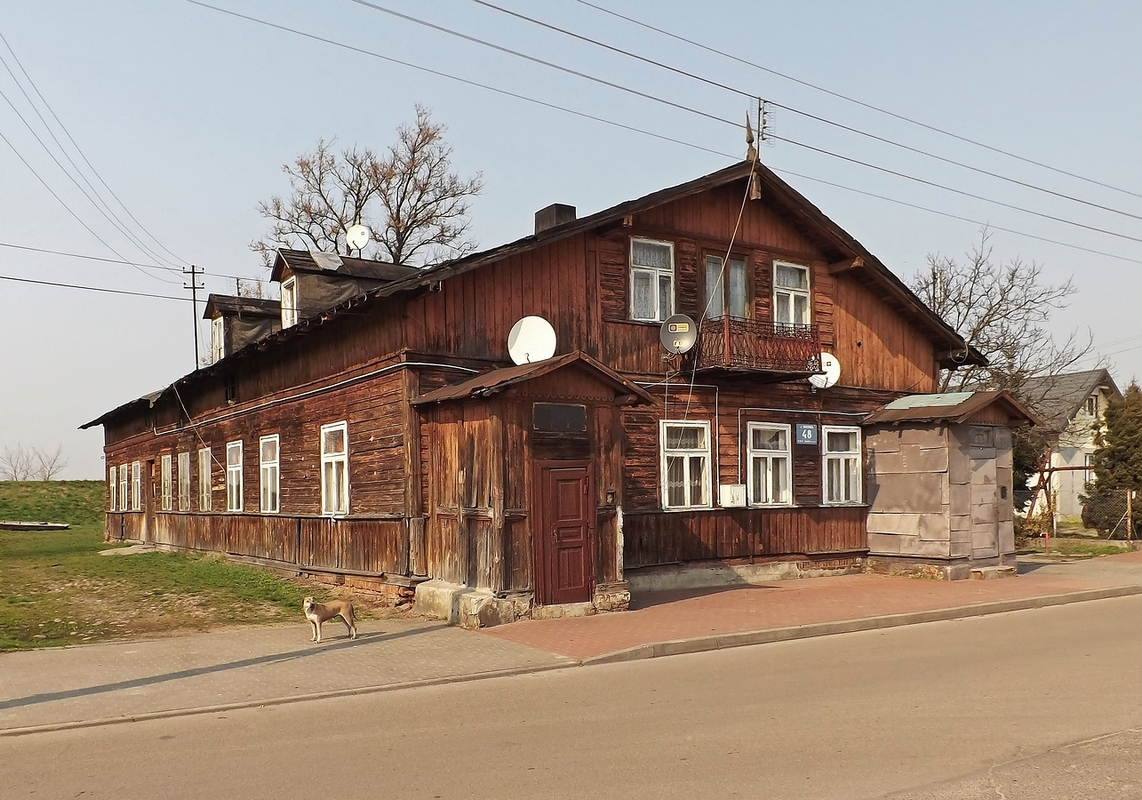
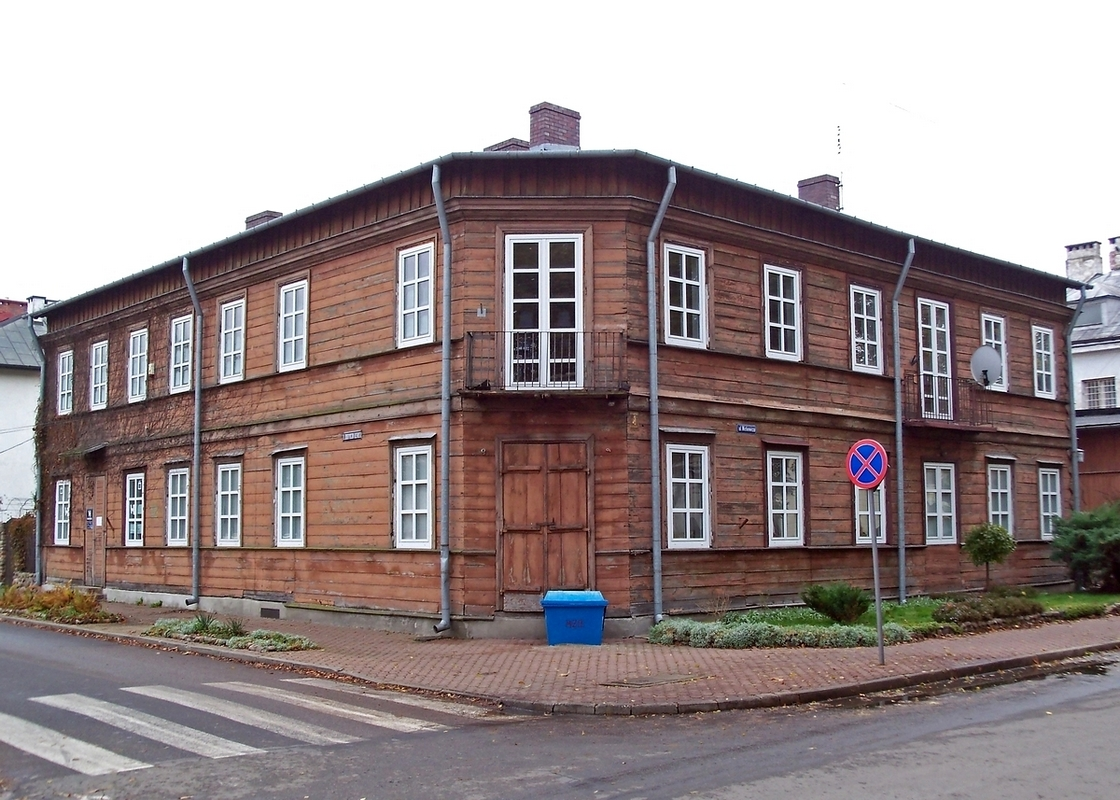
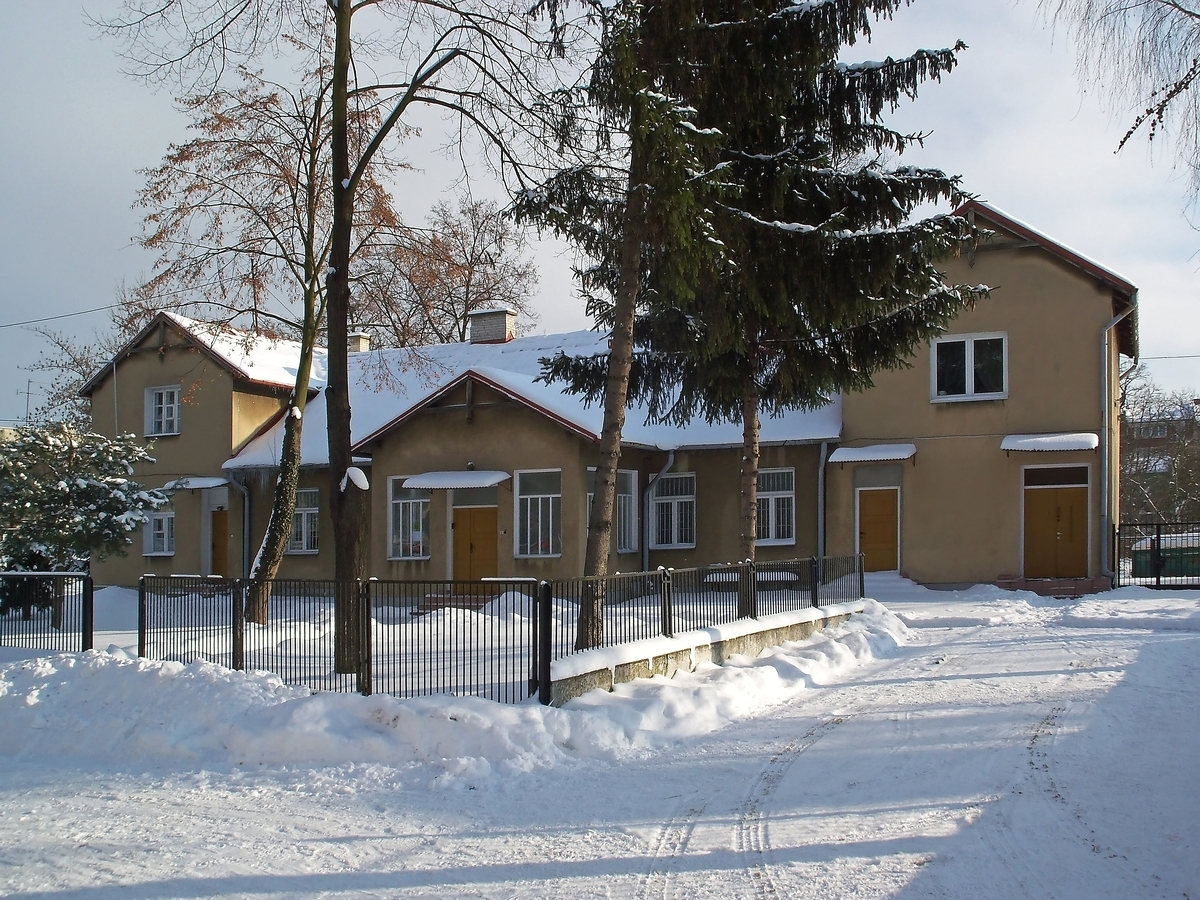
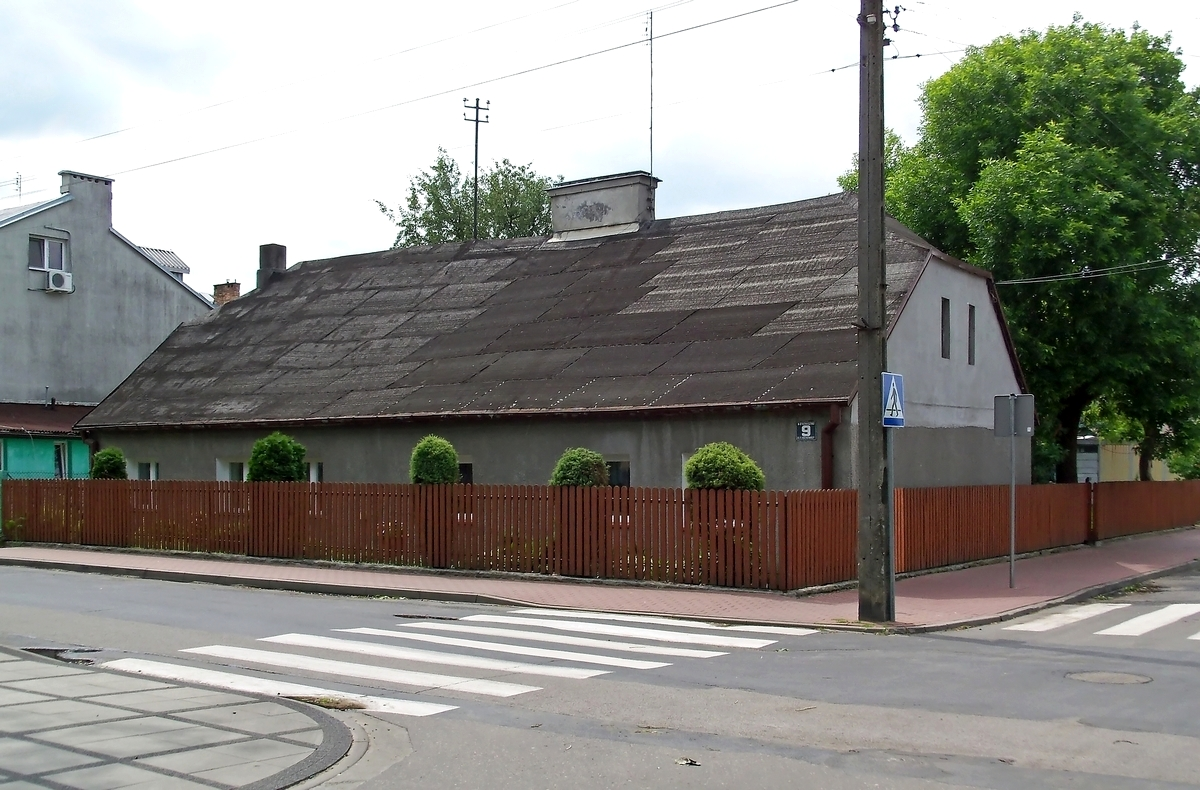

Quelques photos de la ville